# Deltigalus curvispina
Deltigalus curvispina is een hooiwagen uit de familie Gonyleptidae.